# (8441) Lapponica
(8441) Lapponica ist ein Asteroid des inneren Hauptgürtels, der am 16. Oktober 1977 von dem niederländischen Astronomenehepaar Cornelis Johannes van Houten und Ingrid van Houten-Groeneveld entdeckt wurde. Die Entdeckung geschah im Rahmen der 3. Trojaner-Durchmusterung, bei der von Tom Gehrels mit dem 120-cm-Oschin-Schmidt-Teleskop des Palomar-Observatoriums aufgenommene Feldplatten an der Universität Leiden durchmustert wurden, 17 Jahre nach Beginn des Palomar-Leiden-Surveys. Unbestätigte Sichtungen des Asteroiden hatte es schon am 10. März 1953 am Goethe-Link-Observatorium in Indiana gegeben.
Der Rotation des Asteroiden wurde unter anderem von Maurice Clark bei Beobachtungen vom 13. bis 17. Februar 2008 am Observatorium des Montgomery Colleges in Rockville, Maryland bestimmt. Er kam auf einen Wert von 3,275 h (± 0,001).
(8441) Lapponica wurde am 2. Februar 1999 nach der Pfuhlschnepfe benannt, deren wissenschaftlicher Name  Limosa lapponica lautet. Als Wintergast befand sich die Pfuhlschnepfe auf der niederländischen Roten Liste gefährdeter Vogelarten. Es wurden 1994 in den Niederlanden nur 2200 Vogelpaare gezählt.